# Castell de Coll de Som
El Castell de Coll de Som és una fortalesa del segle xix, a Benifallet (Baix Ebre) declarat bé cultural d'interès nacional. Està situada l'assut de Xerta.

## Descripció
Aquesta fortificació actualment resta en runes i només queden en peu murs de maçoneria ordinària arrebossada, amb alguns carreus a les bases (més reforçades) i cantonades. Els murs, amb espitlleres, formen un recinte petit i estret. El lloc és un veritable niu d'àligues, de molt difícil accés, car no hi ha camí ni sendera i està situat a la cota més alta del coll de Som (251 m), des d'on es domina una àmplia panoràmica de la vall de l'Ebre, sobre l'assut de Xerta-Tivenys.

## Història
És en un lloc estratègic on alguns situen l'antiga vila medieval de Som.
Actualment només s'aprecien runes de les fortificacions i del punt d'observació sobre el riu i la vall, dels segles XIX (Guerres Carlines) i XX (Guerra Civil).